# 위해원칙
위해원칙(Harm principle)은 존 스튜어트 밀이 53세때 쓴 명저 자유론(On Liberty,1859)에 나오는 자유를 제한하는 일반 원칙을 말한다. 존 스튜어트 밀은 영국의 대표적인 공리주의 경제학자이다. 공리주의는 "최대다수 최대행복"으로 요약되는 철학이다.
그가 정의한 자유는 아주 단순 명료하다. "타인에게 해가 되지 않는 한 나의 자유는 침해될 수 없다"는 것이다. 이를 위해원칙이라고 부른다.
20세기 초 미국 연방대법원의 대법관 올리버 웬들 홈스 2세는 존 스튜어트 밀의 위해원칙을 기초로 하여 "명백하고 현존하는 위험"(clear and present danger)이라는 기준을 세웠다.

## 같이 보기
- 존 스튜어트 밀
- 공리주의
- 자유론(On Liberty,1859)
- 명백하고 현존하는 위험